# 2-й танковый батальон (КМП США)
2-й танковый батальон (англ. 2nd Tank Battalion (2nd Tanks)) — тактическое формирование Корпуса морской пехоты США. Находился в составе 2-й дивизии морской пехоты до 2021 года.
Расформирован в 2021 году в соответствии с концепцией отказа КМП США от всех танков.

## История

### Вторая мировая война
Батальон был сформирован 20 декабря 1941 года в Кэмп-Эллиотте, Сан-Диего, Калифорния, и вырос до стандартной организации со штабом, службой и четырьмя ротами (Able, Baker, Charlie, Dog). Рота Бейкера была развёрнута на Самоа в январе, а рота Чарли отправилась со 2-м полком морской пехоты на Соломоновы острова. 8 августа 1942 года два танка М3 участвовали в захвате острова Танамбого, несмотря на сильное сопротивление. 2-й танковый участвовал во всех действиях 2-й дивизии морской пехоты, включая битву за Тараву, битву за Сайпан и битву за Окинаву. После краткого турне с японскими оккупационными силами батальон вернулся в свой постоянный гарнизон в Кэмп-Лежен.

### Корейская война
С началом Корейской войны бо́льшая часть личного состава батальона немедленно пополнила 1-й танковый батальон. Он также предоставил кадры для 8-го танкового батальона — батальона сил расширения военного времени. Гарнизонная служба на восточном побережье США включала в себя поддержку обычных развёртываний в Средиземноморье и Карибском бассейне. Подразделения 2-го танкового батальона участвовали в двух интервенциях в Ливане, развёртывании во время ракетного кризиса на Кубе, в оккупации Доминиканской Республики и в обороне базы Гуантанамо.

### Вьетнамская войнаи послевоенные годы
Война во Вьетнаме снова заставила батальон обеспечить замену развёрнутым там танковым батальонам. После войны во Вьетнаме число развёртываний в мирное время увеличилось за счёт участия в учениях НАТО. Подразделения батальона также участвовали в коротких боях во время вторжения в Гренаду.

### Война в Персидском заливе
Батальон в целом принял свой первый бой со времен Второй мировой войны в 1991 году, когда он вместе со 2-й дивизией морской пехоты перебрался в Саудовскую Аравию для освобождения Кувейта. Дополненный ротами 4-го танкового батальона, 2-й танковый батальон служил в резерве дивизии во время четырехдневной войны в Кувейте.

### Иракская война
В начале 2003 года 2-й танковый батальон готовился к отправке в Кувейт в поддержку операции «Иракская свобода». Во главе с подполковником Майклом Джоном Оэлом танкисты были развёрнуты под оперативным контролем 1-й дивизии морской пехоты (1 дмп) и были присоединены к полковой тактической группе № 5 (ПТГ-5 (RCT-5)) по прибытии на театр военных действий. 20 марта 2-й танковый батальон в составе RCT-5 и 1-й дивизии морской пехоты пересёк южную границу Ирака, начав активную фазу войны, которая в конечном итоге приведёт к захвату иракской столицы Багдада и уничтожению режима Саддама Хусейна. 2-й танковый батальон участвовал в многочисленных боях в поддержку операции «Иракская свобода», включая бои в Нумании, Азизии и восточном Багдаде. После захвата Багдада рота D и взвод AT-TOW поддержали оперативную группу «Триполи» и её продвижение в Тикрит. После прекращения боевых действий 2-й танковый батальон участвовал в гуманитарных операциях в Багдаде. Батальон был передислоцирован в Кэмп-Лежен 29 мая 2003 года.
В ноябре 2004 года, будучи развёрнутыми для операции «Иракская свобода 2-2», рота Чарли (С), приданная полковой тактической группе № 1 (RCT-1), 1-й дивизии морской пехоты и рота Альфа (А), приданная полковой тактической группе № 7 (RCT-7) 1-й дивизии морской пехоты, оказывая помощь в операции «Призрачная ярость» во время взятия Фаллуджи.

### Афганская война
В декабре 2009 года 2-й танковый батальон был развёрнут в провинции Гильменд для их первого развёртывания в Афганистане в рамках увеличения численности. Они оставались в Афганистане до 2013 года.

## Состав

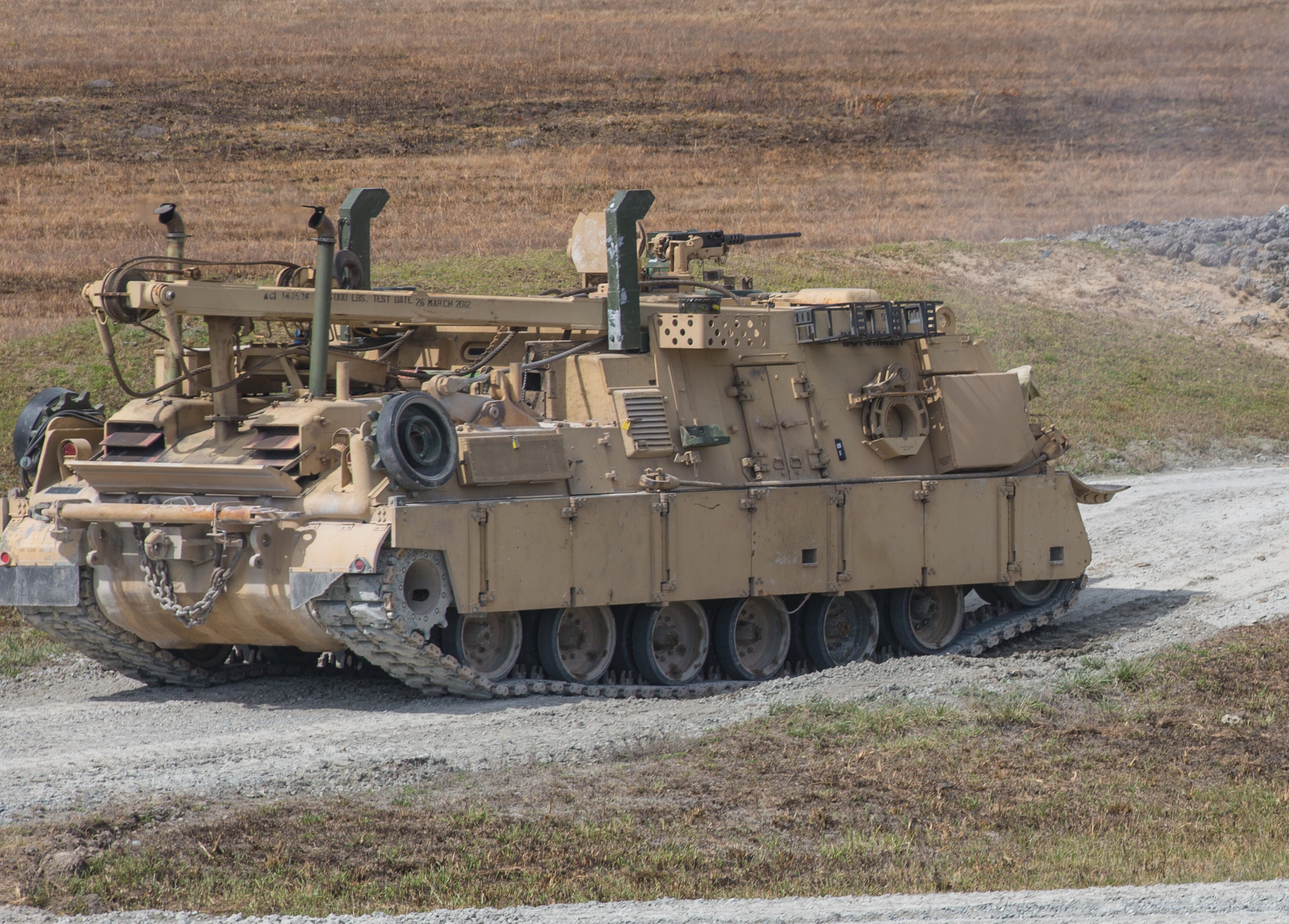
M88A2 Hercules 2-го тб в Кэмп-Лежене. 10 марта 2020.

Штатно 2-й танковый батальон состоит из:
- Штаб и рота обслуживания (Headquarters and Service Company) (2 ед. М1А1 Abrams[5])
  - штаб роты (Company Headquarters)
  - штаб батальона (Battalion Headquarters)
  - Отдел кадров (S-1)
  - Отдел разведки (S-2)
  - Отдел операций и подготовки (S-3)
  - Отдел логистики (S-4)
  - Взвод связи (Communication Platoon)
  - Противотанковый взвод (Antitank Platoon)
    - 1-я противотанковая секция (Antitank Section)
      - 4 противотанковых отделения (Antitank Squad)

    - 2-я противотанковая секция (Antitank Section)
      - 4 противотанковых отделения (Antitank Squad)

  - Скаутский взвод (Scout Platoon)
    - 1-я скаутская секция (Scout Section)
      - 2 скаутских отделения (Scout Squad)

    - 2-я скаутская секция (Scout Section)
      - 2 скаутских отделения (Scout Squad)

  - 1-я танковая рота (1st Tank Company) (14[5] ед. М1А1 Abrams)
    - Штаб роты (Company Headquarters)
    - Взвод технического обслуживания (Maintenance Platoon)
    - Секция операций (Operations Section)
    - 3 танковых взвода (Tank Platoon)

  - 2-я танковая рота (2nd Tank Company)

## Награды
Благодарность воинской части — это награда, присуждаемая формированию за указанное действие. Членам подразделения, участвовавшим в указанных действиях, разрешается носить на своей униформе наградную эмблему подразделения. 2-й танковый батальон был представлен к следующим наградам:
| Лента | Награда                                                                                    |
|       | Президентский знак отличия с тремя бронзовыми звёздами                                     |
|       | Благодарность части Военно-морского флота                                                  |
|       | Медаль «За службу в Китае»                                                                 |
|       | Медаль «За защиту Америки» с бронзовой звездой                                             |
|       | Медаль «За Азиатско-тихоокеанскую кампанию» с одной серебряной и двумя бронзовыми звёздами |
|       | Медаль Победы во Второй мировой войне                                                      |
|       | Медаль «За оккупационную службу» в Азии и Европе                                           |
|       | Медаль «За службу национальной обороне» с двумя бронзовыми звёздами                        |
|       | Медаль экспедиционных вооружённых сил                                                      |
|       | Медаль экспедиционных сил Корпуса морской пехоты                                           |
|       | Медаль «За службу в Юго-Западной Азии» (США) с тремя бронзовыми звёздами                   |
|       | Медаль «За Иракскую кампанию»                                                              |
|       | Медаль «За службу в экспедиционных войсках глобальной войны с терроризмом»                 |
|       | Медаль «За участие в глобальной войне с терроризмом»                                       |